# Kościół ewangelicki w Orłowej
Kościół ewangelicki w Orłowej – kościół w Orłowej, w kraju morawsko-śląskim w Czechach, należący do miejscowego zboru Śląskiego Kościoła Ewangelickiego Augsburskiego Wyznania. 

## Historia
W 1861 roku został założony zbór w Orłowej oraz położono kamień węgielny pod budowę kościoła. Architektem budowli w stylu późnego klasycyzmu był Josef Gros. Prace zakończono w 1862 roku, wtedy też poświęcono budynek.
W 1918 roku na wieży umieszczono trzy dzwony.
W 2005 roku budynek kościoła przeszedł generalny remont.

## Architektura i wyposażenie
Kościół jest budynkiem jednonawowym z wielokątnie zakończonym prezbiterium. Fasada budynku podzielona jest horyzontalnie, okrążają ją gzymsy. Wewnątrz umieszczono ołtarz autorstwa rzeźbiarza Nitry z Górnych Błędowic.